# Di-positronic
Di-positronic, hay disposition, là một phân tử ngoại lai bao gồm hai nguyên tử positronic. Nó được dự đoán tồn tại vào năm 1946 bởi John Archibald Wheeler, và sau đó nghiên cứu về mặt lý thuyết, nhưng không được quan sát cho đến năm 2007 trong một thí nghiệm được thực hiện bởi David Cassidy và Allen Mills tại Đại học California, Riverside. Các nhà nghiên cứu đã tạo ra các phân tử positronic bằng cách bắn các chùm positron cực mạnh vào một màng mỏng silicon dioxide xốp. Khi chậm lại trong silica, các positron đã bắt các electron thông thường để tạo thành các nguyên tử positronic. Trong silica, chúng tồn tại đủ lâu để tương tác, tạo thành di-positronic phân tử. Những tiến bộ trong bẫy và thao túng positron, và kỹ thuật quang phổ đã cho phép các nghiên cứu về tương tác Ps-Ps. Năm 2012, Cassidy và cộng sự. đã có thể sản xuất positronic phân tử bị kích thích {\displaystyle L=1} trạng thái động lượng góc.